# Malawia leei
Malawia leei är en insektsart som beskrevs av Vitaly Michailovitsh Dirsh 1968. Malawia leei ingår i släktet Malawia och familjen Lentulidae. Inga underarter finns listade i Catalogue of Life.